# Hubert Barbier (père blanc)
Pour les articles homonymes, voir Hubert Barbier et Barbier.
Hubert Barbier (8 septembre 1926, Lyon - 19 avril 2018, Bry-sur-Marne) est un missionnaire des Pères blancs au Soudan français puis au Soudan anglophone.
Il est notamment le fondateur d'un grand institut paramédical à Wau (Bahr-El-Ghazal), et un promoteur des droits du peuple sud-soudanais aux Nations Unies.

## Biographie

### Jeunesse et formation
Né à Lyon le 8 septembre 1926, Hubert Barbier s'oriente, après le baccalauréat, vers une vocation de prêtre missionnaire. Ordonné le 5 avril 1953, il suit la filière des études Pères blancs de la Province de France.
Il entame ensuite sa vocation de missionnaire Père blanc à Bobo-Dioulasso (Haute-Volta), puis à Bamako (Mali). Ses compétences de gestionnaire et d'administrateur l'orientent ensuite vers le Soudan anglophone. Après dix-sept ans de guerre civile, la Conférence des évêques du Soudan fait appel à lui pour lancer Caritas Soudan (Sudan-Aid).

### Initiateur du Catholic Health Institute de Wau (Bahr el Ghazal)
Son profil de « chef de projet et de bâtisseur » répond aux attentes. Après une formation en anglais, le père Hubert Barbier s'investit dans la mise en place d'un institut polyvalent médical dans le diocèse de Wau (Bahr el Ghazal), destiné former infirmiers et infirmières, agents de santé publique, et sages-femmes. Pour permettre le financement de la construction, il implique les dirigeants de Misereor, organisation catholique basée à Aix-la-Chapelle, qui lui fournit l'aide nécessaire. « Le projet conduit par le père Hubert Barbier à Wau se démarque de visées néocoloniales. Il est en effet porté par l’Église catholique en tant que telle, dans l’intérêt premier des populations locales ». Grâce à ses efforts,  le Catholic Health Training Institute de Wau (Bahr el Ghazal) est inauguré en 1983 en présence du premier ministre du Soudan. Doté de vingt bâtiments, cet organisme a formé, depuis, des générations de personnel soignant.

### Plaidoyer aux Nations Unies
En 1985, il rentre en France, à l'âge de 59 ans. Il poursuit son activité de prêtre et continue à s'investir au Lions Clubs, dont il fait partie depuis 1964. Il reste très attaché au Soudan. En 1992, il fonde le comité Vigilance Soudan qui se mobilise pour la défense des droits de l’homme au Soudan. Cette association publie près de 200 bulletins d'information sur la situation des droits humains au Soudan. Au  titre de cet engagement, il intervient la commission des Nations Unies des droits de l’homme le 16 février 1993, adressant un plaidoyer pour les libertés au Soudan.
Il reste ensuite un avocat des populations du Soudan du Sud, et salue, sur la chaîne KTO, la marche vers l'indépendance du pays, finalement acquise le 9 juillet 2011. Il fait partie dès leur création, des soutiens du site France Sud Soudan, lancé en 2012, puis de l'association « Grâce Sud Soudan », fondée en 2016 par Naomi Baki.
Il décède le 19 avril 2018 à l'hôpital de Bry-sur-Marne à l'âge de 91 ans.